# تاچ راگبی

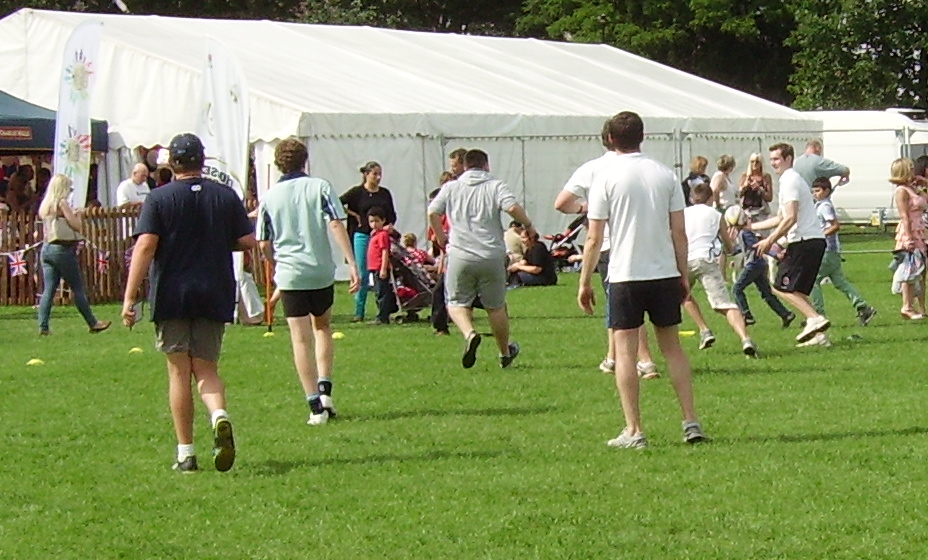
یک بازی تاچ راگبی

تاچ راگبی (به انگلیسی: Touch rugby) ورزشی از دسته ورزش‌های راگبی می‌باشد . در این ورزش برخلاف راگبی فوتبال، به جای این که بازیکنان برای تصاحب توپ بازیکن تیم مقابل با یکدیگر برخوردهای سنگین فیزیکی داشته باشند، تنها با لمس کردن صاحب توپ (با دو دست) می توانند او را در همان جایی که لمس شده متوقف کنند؛ در واقع بازیکنی که توسط بازیکنان تیم حریف لمس می‌شود باید در سرجای خویش بایستد و بازی متوقف می‌شود. این ورزش با توجه به این که نسبت به سایر ورزش‌های مرتبط به راگبی از آسیب‌های کم تری برخوردار است، بیشتر در ردهٔ سنی نوجوانان محبوب است.